# Neue Deutsche Biographie
La Neue Deutsche Biographie (NDB, en français : « Nouvelle biographie allemande ») est un livre de références sur les biographies allemandes, éditée par la commission historique de l’Académie bavaroise des sciences. Elle succède à l’Allgemeine Deutsche Biographie (ADB) publiée entre 1875 et 1912 en 56 volumes.

## Description

### Contenu
Elle contient plus de 20 500 entrées individuelles. Chaque contribution est réalisée individuellement par un spécialiste de la discipline et contient en général également les variantes du nom, des éléments de généalogie, une biographie contextualisée ainsi que les éventuelles distinctions, bibliographies, sources ou portraits.

### Publications
Vingt-sept tomes ont été publiés sur les vingt-huit prévus. Le premier tome de la NDB est paru en 1953. Les éditeurs furent Otto Graf zu Stolberg-Wernigerode (jusqu'en 1967), Walter Bußmann (1968), Fritz Wagner (jusqu'en 1987), Karl Otmar von Aretin (jusqu'en 1998). L'éditeur actuel est, depuis 1998, Hans Günter Hockerts (jusqu'en 2013), Maximilian Lanzinner / Hans-Christof Kraus pour le volume 26 en 2016, Hans-Christof Kraus pour le volume 27 (2020).

### Accès en ligne
Depuis août 2001, le thésaurus général de la commission de l'Académie des sciences bavaroise et de la bibliothèque de Bavière est librement accessible sur Internet. Depuis avril 2008, les 22 premiers tomes de la NDB sont disponibles en ligne et reliés au thésaurus, tout comme la version électronique de la ADB (E-ADB).
Le thésaurus général est depuis 2003 régulièrement actualisé et une version améliorée est publiée en CD-ROM. Le registre des noms avec informations supplémentaires mises à jour, ainsi que les notices bio-bibliographiques sont intégrées depuis juillet 2009 au portail biographique. 

## Vue d'ensemble de l'ouvrage
Elle est publiée par la maison d'édition Duncker & Humblot à Berlin.
1. Aachen – Behaim. 1953, Réimpression 1971
2. Behaim – Bürkel. 1955, Réimpression 1971
3. Bürklein – Ditmar. 1957, Réimpression 1971
4. Dittel – Falck. 1959, Réimpression 1971
5. Falck – Fyner (avec : Faistenberger). 1961, Réimpression 1971
6. Gaál – Grasmann. 1964, Réimpression 1971
7. Grassauer – Hartmann. 1966
8. Hartmann – Heske. 1969
9. Heß – Hüttig. 1972
10. Hufeland – Kaffsack. 1974
11. Kafka – Kleinfercher. 1977
12. Kleinhans – Kreling. 1980
13. Krell – Laven. 1982
14. Laverrenz – Locher-Freuler. 1985
15. Locherer – Maltza(h)n. 1987  (ISBN 3-428-00196-6)
16. Maly – Melanchthon. 1990  (ISBN 3-428-00197-4)
17. Melander – Moller. 1994  (ISBN 3-428-00198-2)
18. Moller – Nausea. 1997  (ISBN 3-428-00199-0)
19. Nauwach – Pagel. 1999  (ISBN 3-428-00200-8)
20. Pagenstecher – Püterich. 2001  (ISBN 3-428-00201-6)
21. Pütter – Rohlfs. Avec le thésaurus général de l'ADB & sur CD-ROM. 2003  (ISBN 3-428-11202-4)
22. Rohmer – Schinkel. Avec le thésaurus général de l'ADB & sur CD-ROM, deuxième édition. 2005  (ISBN 3-428-11203-2)
23. Schinzel – Schwarz. Avec le thésaurus général de l'ADB & sur CD-ROM, troisième édition. 2007  (ISBN 978-3-428-11204-3).
24. Schwarz – Stader. Avec le thésaurus général de l'ADB & sur CD-ROM, quatrième édition, 2010  (ISBN 978-3-428-11205-0).
25. Stadion – Tecklenborg. 2013  (ISBN 978-3-428-11294-4)
26. Tecklenburg — Vocke. 2016  (ISBN 978-3-428-11207-4)
27. Vockerodt —  Wettiner, 2020  (ISBN 978-3-428-11208-1)
28. Wettstein – Z (en préparation pour 2023)